# Fédération australienne de basket-ball
La Fédération australienne de basket-ball (Basketball Australia) est une association, fondée en 1939, chargée d'organiser, de diriger et de développer le basket-ball en Australie.
La Fédération représente le basket-ball auprès des pouvoirs publics ainsi qu'auprès des organismes sportifs nationaux et internationaux et, à ce titre, l'Australie dans les compétitions internationales. Elle défend également les intérêts moraux et matériels du basket-ball australien. Elle est affiliée à la FIBA depuis 1939, ainsi qu'à la FIBA Océanie.
La Fédération organise également les ligues professionnelles masculine (National Basketball League) et féminine (Women's National Basketball League), ainsi que la ligue semi-professionnelle de l'Australian Basketball Association.